# Richard Henry Dana, Jr.
Pour les articles homonymes, voir Richard Henry Dana.
Richard Henry Dana, Jr. (né le 1er août 1815 à Cambridge (Massachusetts) – mort le 6 janvier 1882) est un avocat, homme politique et auteur américain.
Il est l'auteur de Two Years Before the Mast (Deux années sur le gaillard d'avant), qui raconte ses voyages maritimes.

## Biographie
Richard Henry Dana est né en 1815 dans une famille bourgeoise du Massachusetts (États-Unis). Âgé de 19 ans, alors qu'il a entamé des études de droit à l'université Harvard, il tombe malade. Pour se refaire une santé, il décide d'embarquer comme simple marin sur un brick chargé de ramener une cargaison de peaux de bœufs de la lointaine Californie. Le voyage dure deux ans.
Reprenant ses études, il se spécialise dans le droit maritime et la défense syndicale des matelots, alors exploités non seulement par les capitaines et armateurs, mais aussi par les crimps (marchands d'hommes) et autres shangaïeurs.
Anti-esclavagiste dans l'âme, il défend en justice plusieurs esclaves fugitifs.
Il est à l'origine des règles internationales de barre et de route établissant la priorité des voiliers sur les navires à propulsion mécanique.
(procès de l'Osprey, 1854).
Sa pratique juridique très idéaliste lui rapporte peu et le conduit au surmenage, c'est pourquoi il se lance en 1859 dans un tour du monde comme passager sur divers navires, qui durera 433 jours et le fera passer par Panama, la Californie, la Chine, l'Inde, l'Égypte, la Grèce et l'Italie, puis finalement New York .
Il est pressenti pour être l'avocat de référence du gouvernement américain dans les Alabama claims, grand procès aux enjeux économiques énormes intenté par le gouvernement nordiste vainqueur de la Guerre de Sécession contre le gouvernement britannique.
La Grande-Bretagne, soucieuse d'alimenter en coton ses filatures, avait financé en sous-main des corsaires sudistes à la pointe de la technique navale comme le célèbre CSS Alabama du capitaine Semmes, qui fit des ravages dans la flotte de commerce nordiste.
Les Alabama claims sont le premier exemple connu d'un recours à une cour d'arbitrage internationale siègeant en pays neutre (à Genève, en Suisse, en 1871 et 1872).
Cependant ses prises de position politiques l'empêchent d'obtenir cette charge, qui échoit à son compatriote, ami et néanmoins opposant politique de Boston, Charles Francis Adams.
De même, malgré l'appui du Président Ulysses Grant, sa nomination comme ambassadeur des États-Unis en Grande-Bretagne se voit rejetée par le Sénat en 1876.
En 1877, il est un des avocats de l'Halifax Fisheries Commission.

## Postérité géographique
Le nom de Richard Dana a été étroitement associé à la Californie, qu'il a connue colonie espagnole quasi déserte en 1835 et où il est retourné vingt-cinq ans plus tard, observant le boom radical occasionné par le passage sous la bannière américaine et la ruée vers l'or.
L'État de Californie a voulu honorer celui qui avait contribué à faire connaître ce nouveau territoire en donnant son nom à un cap situé près de San Juan Capistrano, le Dana Point, un endroit initialement sauvage mais devenu aujourd'hui un port de plaisance très huppé doublé d'un spot de surf réputé.